# Malpolon insignitus
Malpolon insignitus — вид змій родини піщаних змій (Psammophiidae). Один із 3 видів роду. Поширений у Північній Африці, Західній і Південній Азії. Типовий мешканець середземноморських ландшафтів. Умовно отруйна змія (реальної небезпеки для людини не становить). Описано 2 підвиди.

## Опис

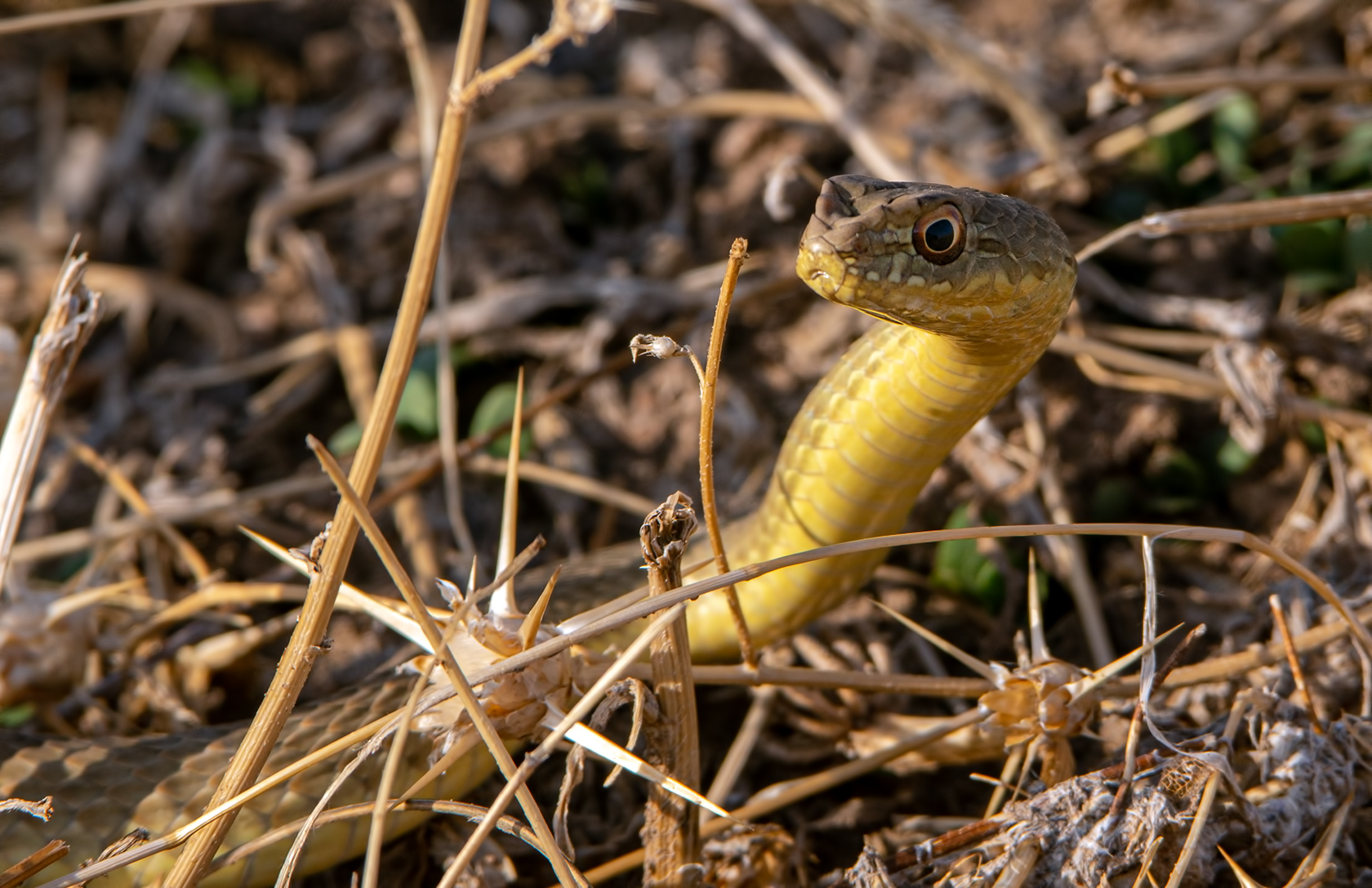

Велика змія зі струнким сильним тілом завдовжки близько 2 м (іноді до 250 см). Довжина тіла (L. — довжина тіла від кінчика морди до клоаки) може сягати 170 см. Хвіст (L.cd.) довгий — становить майже третину довжини тіла. Голова витягнута, загострена, добре відмежована від тулуба шиєю. Морда спереду дещо закруглена, її верхня поверхня ввігнута жолобоподібно, а краї морди від ніздрів до очей помітно загострені та підняті, утворюючи своєрідні «брови», що надають змії суворого виразу. Очі великі. На верхньощелепній кістці 14—17 зубів, приблизно рівних за розмірами; 1—2 задніх зуби дуже збільшені й відділені від передніх зубів проміжком. Задні борозенчасті зуби є частиною отруйного апарату змії — через рани, нанесені цими зубами, у тіло жертви потрапляє отрута. Отруйні залози розташовані над верхніми щелепами позаду очей.

### Лускатий покрив
Тіло вкрите відносно гладенькою некілевидною лускою, Луска тулуба з поздовжнім жолобком, з однією апікальною порою. Навколо середини тулуба (Sq.) розташовано 17—19 рядів луски. Черевних щитків (Ventr.) 160—200. Підхвостових щитків (Scd.) 68—104 пари. Луска по краях черева істотно більша, ніж спинна. Анальний щиток роздільний (A. 1/1).
Голова зверху вкрита великими симетричними щитками. Міжщелепний щиток майже не видається між носовими. Лобний щиток довгий і вузький, задній його кінець більш-менш закруглений. Ніздря розташована між 2 щитками. Верхньогубних щитків 8, рідше 9; два із них торкаються ока, а два останніх найбільші.

### Забарвлення
Верхня сторона тіла темно-оливкового кольору, без плям. У великих особин добре виражена темна смуга, облямована по верхньому краю жовтуватою пунктирною лінією, яка проходить вздовж крайнього рядка тулубної луски з кожного боку тіла. У статевозрілих самців забарвлення передньої частини тулуба, верху голови оливково-зелене, а всієї іншої поверхні тіла — синювато-сіре. Черевна сторона блідо-жовта, поздовжній візерунок або його фрагменти зберігаються лише на горлі. Самиці за забарвленням схожі на молодих змій, але у них зберігаються темні подовжні смуги з боків тулуба та поздовжній малюнок на череві.
У дорослих самців ящіркової змії західної (Malpolon monspessulana) на середній частині спини часто є темно-сіре або синювате «сідло» на спині, яке завжди відсутнє у самців ящіркової змії східної Malpolon insignitus.
Молоді змії зверху коричневого, оливково-бурого або сіруватого кольору з бурими, темно-коричневими або майже чорними дрібними плямами, розташованими у вигляді добре виражених поздовжніх рядків. Їх забарвлення виглядає строкатим через контраст цих темних плям з жовтими або білими краями окремої луски на спині та боків тулуба. З віком плями на спині та черевній поверхні тіла зникають, забарвлення змій розміром понад 70 см однотонне — сірувато-оливкове або буро-сіре з жовтим, без плям, черевом. Горло в молодих має однорідний жовтий тон, іноді з червоними або коричневими плямами.

## Поширення

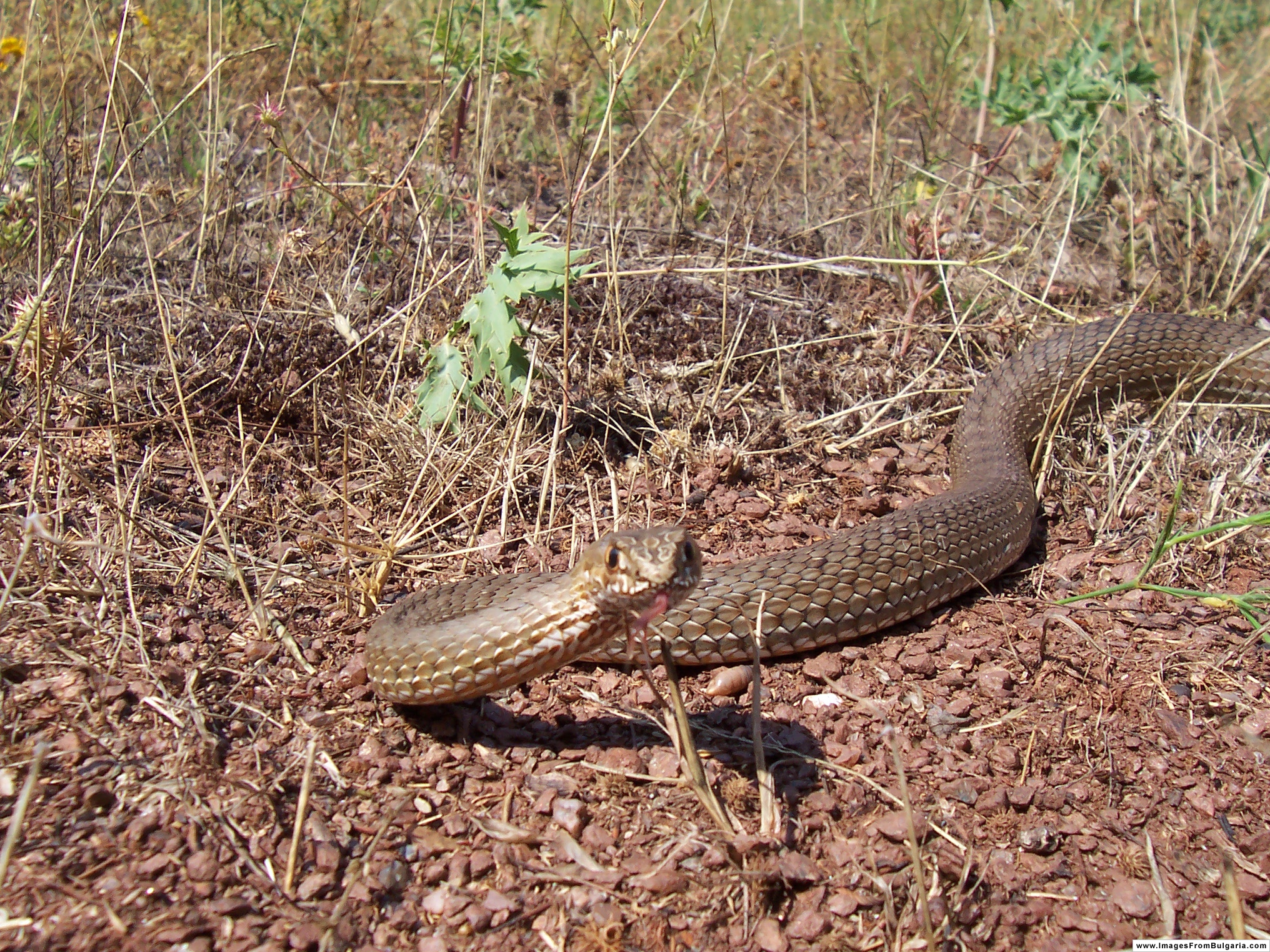
Malpolon insignitus. Болгарія

Природний ареал виду охоплює Східно-Середземноморський басейн, від Тунісу і Східного Марокко через Північну Лівію, Північний Єгипет, Південно-Західну Азію до Балкан. В Європі поширений уздовж східного узбережжя Адріатичного моря з північного сходу Італії, через Словенію, Чорногорію, Боснію і Герцеговину, Албанію, Македонію, материкову Грецію, Південну Болгарію та Туреччину (Фракія). Також мешкає на Кіпрі, італійському о. Лампедуза та ряді грецьких островів. У Західній Азії поширений у більшій частині Туреччини, на Кавказі (і в прилеглій Калмикії на півдні Росії), Західному Ірані, Іраку та Західній Саудівській Аравії, а також на південь від Туреччини до Сирії, Лівану, Ізраїлю та Йорданії.

## Місця проживання
Типовий мешканець середземноморських субаридних ландшафтів з поєднанням відкритих сухих і помірно вологих біотопів, зокрема маквісу, скелястих схилів в горбистій місцевості, піщаних дюн та солончаків. Не уникає антропогенних ландшафтів, таких як кар'єри, сільськогосподарські угіддя (сади, виноградники, околиці бавовняних полів, вали зрошувальних каналів тощо) і навіть сади в містах. У гори зазвичай підіймається не вище 600 м над рівнем моря, іноді до висоти 1400 м (Сирія).

## Особливості біології

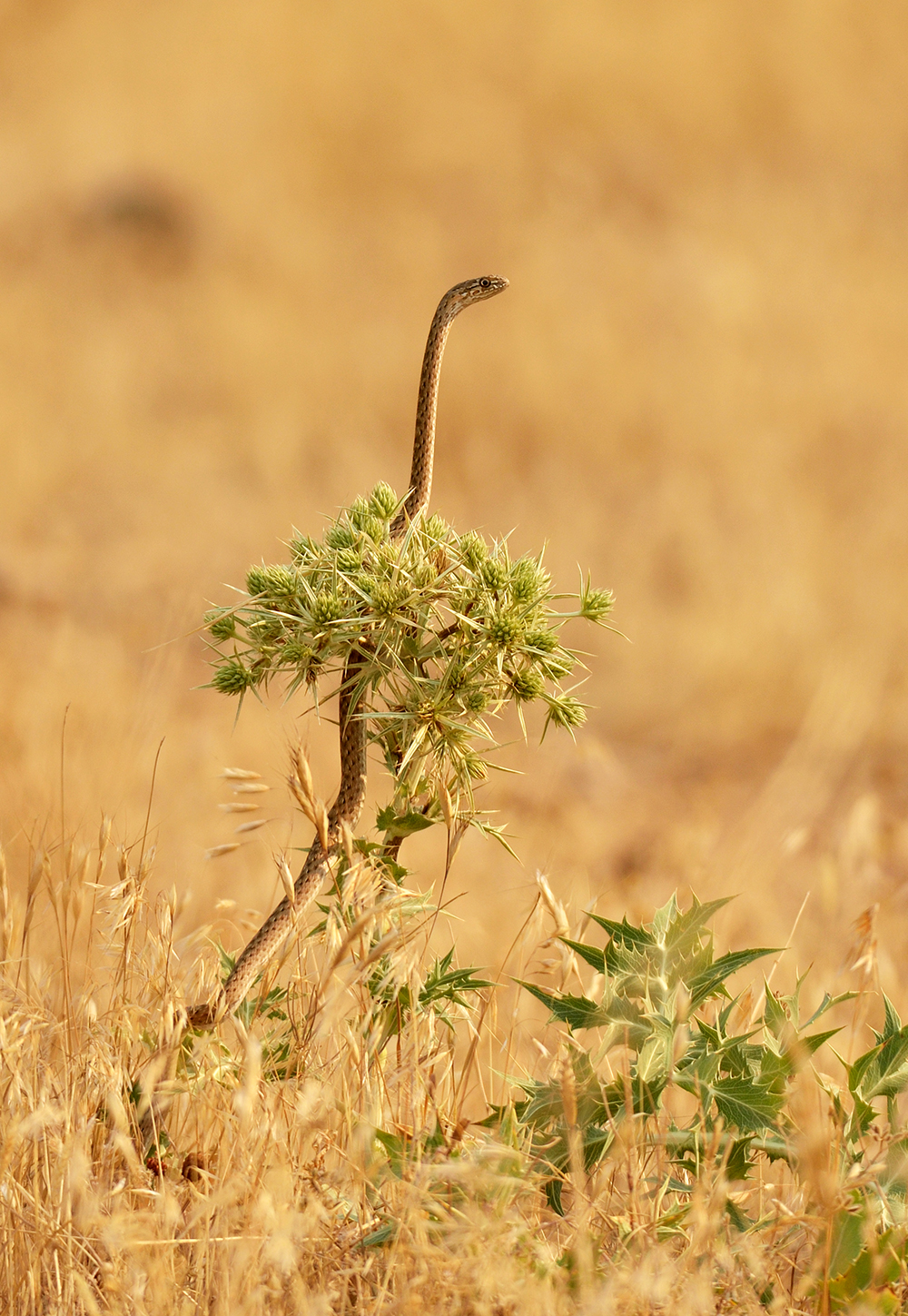
Malpolon insignitus. Огляд володінь

Веде переважно денний спосіб життя. Теплолюбива змія, активна вдень, навіть у спекотні літні місяці, але може траплятись також у сутінках. Активно розшукуючи здобич, швидко переміщується по поверхні землі, як правило, з піднятою головою та передньою частиною тіла легко підіймається по камінню або кущах. Може перепливати малі водойми. Швидко втікає, коли її турбують або намагається сховатися в найближчу нору або під камінь. Загнана в кут може бути дуже агресивною, шипіти, підіймати передню частину тіла і розширювати шию, подібно до кобри, а також здійснювати кидки до 1 м в бік ворога. Активна з лютого по листопад, залежно від місцевих погодних умов.
Належить до яйцекладних змій. Самці територіальні, мітять індивідуальну територію спеціальним секретом залоз, розташованих у валиках між ніздрями та оком. У період розмноження самці залицяються до самок і навіть дарують здобич. Парування відбувається у квітні—травні. У другій половині травня — червні самки відкладають 5—20 яєць розміром 30—35 × 40—45 мм. Молоді змії довжиною тіла 22—27 см з'являються з другої половини липня.
Харчується гризунами, ящірками та іншими зміями (у тому числі отруйними), яких вона спочатку кусає, уводячи в тіло жертви нейротоксичну паралізуючу отруту, а потім обвиває її кільцями тулуба і душить.

## Охорона
Стан більшості природних популяцій виду в межах ареалу залишається більш-менш стабільним. Саме тому він, згідно Червоного списку МСОП, отримав охоронний статус «відносно благополучний вид».

## Практичне значення
Malpolon insignitus належить до групи умовно отруйних або слабоотруйних змій. Її отрута відносно малотоксична і діє переважно на холоднокровних тварин, тому не становить реальної небезпеки для людини. Крім того, розташування отруйних зубів у глибині пащі значно зменшує ризик нанесення поранення цими зубами. При її укусі спостерігаються легкі симптоми отруєння (набряк, біль, місцеві капілярні крововиливи), які, як правило, після надання первинної медичної допомоги та симптоматичного лікування протягом кількох днів зникають. Відомі випадки загибелі дітей у Палестині.
У Єгипті змій у великих кількостях збирають для міжнародної торгівлі рептиліями для утримання в тераріумах. Крім того, цей вид використовується заклинателями змій і як сувенір для туристів у Тунісі.

## Систематика
Один із 3 видів роду ящіркових змій (Malpolon).
Донедавна Malpolon insignitus розглядали як підвид ящіркової змії звичайної — Malpolon monspessulana insignitus (ящіркова змія східна).
Станом на 2024 рік описано 2 підвиди:
- Malpolon insignitus insignitus;
- Malpolon insignitus fuscus.